# Suebenknoten

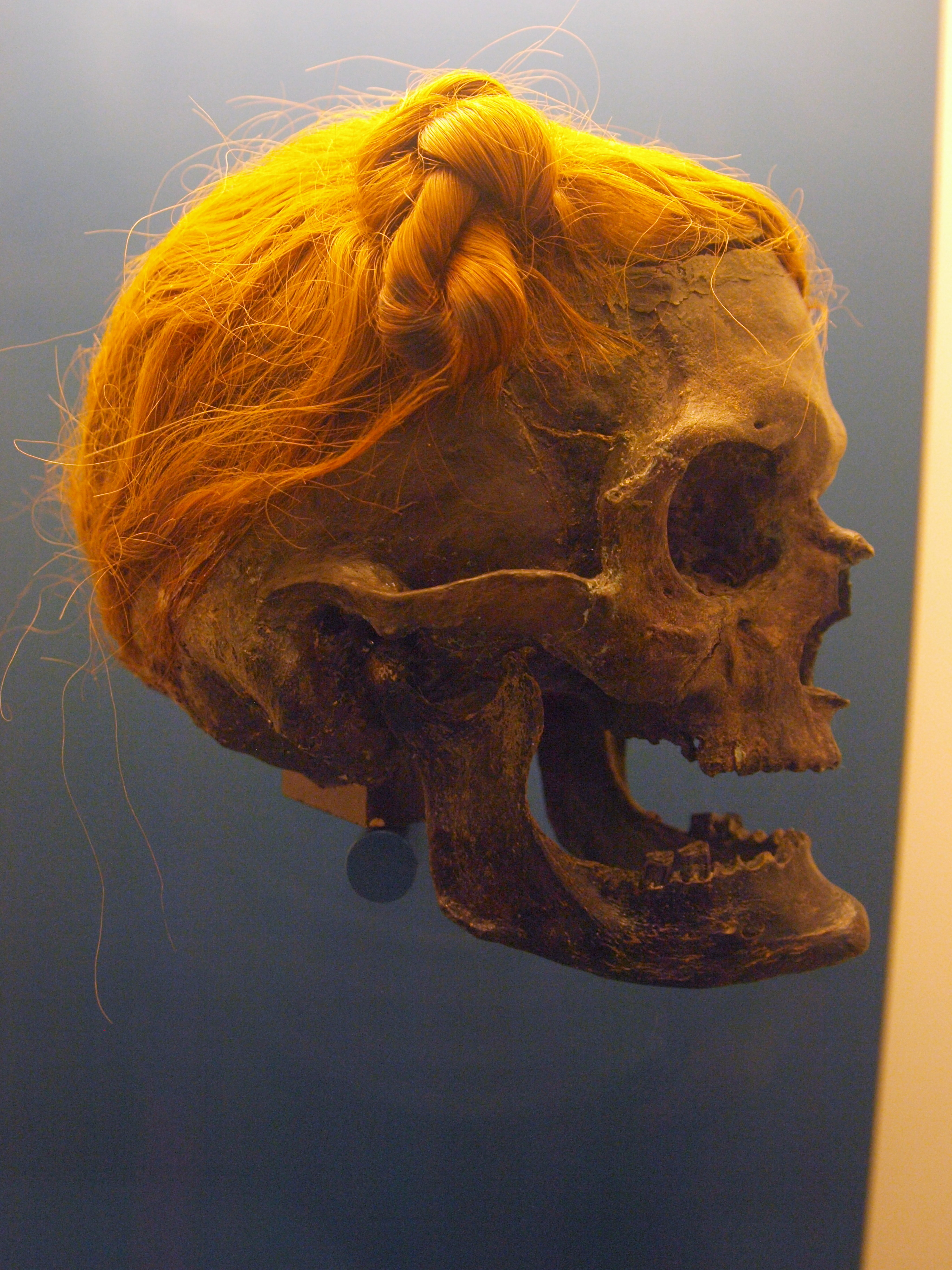
Suebenknoten am Kopf der Moorleiche von Osterby

Der Suebenknoten ist eine dem Stamm der Sueben zugeschriebene, typisch germanische Männerfrisur, die durch Abbildungen, archäologische Funde und schriftliche Überlieferungen nachgewiesen ist.

## Beschreibung

Wappen der Gemeinde Osterby mit stilisiertem Suebenknoten

Laut Tacitus kämmten sich die Krieger des germanischen Stammes der Sueben die Haare seitwärts und banden sie auf dem Scheitel zu einem Knoten hoch. Der Sinn des Knotens habe darin bestanden, in der Schlacht größer und furchteinflößender zu erscheinen. Die Mode des Suebenknotens habe sich auch bei den Stämmen durchgesetzt, die den Sueben benachbart waren, dort allerdings nur bei den jüngeren Kriegern, während bei den Sueben der Knoten bis in das hohe Alter getragen wurde.
Tacitus schrieb in seiner Germania, dass gerade die Vornehmen unter den Sueben die kunstvollsten Knoten trugen:
Jetzt habe ich von den Sueben zu berichten...; sie bewohnen nämlich den größten Teil Germaniens …
Ein Kennzeichen des Stammes ist es, das Haar seitwärts zu streichen und in einem Knoten hochzubinden. So unterscheiden sich die Sueben von den übrigen Germanen, so bei ihnen selbst die Freien von den Sklaven …
Bei den Sueben hingegen kämmen sie bis ins hohe Alter das widerstrebende Haar nach hinten und knüpfen es oft genau auf dem Scheitel zusammen; die Vornehmen tragen es noch kunstvoller. Das ist Schönheitspflege, aber von harmloser Art; denn nicht um zu lieben oder geliebt zu werden, richten sie sich her, sondern um recht groß und furchtbar zu erscheinen, wenn sie in den Krieg ziehen: für das Auge des Feindes ist der Putz bestimmt …
Der Suebenknoten diente also dem Ausdruck von Identität, nicht nur in ethnischer Hinsicht, sondern auch in sozialer Hinsicht als Statussymbol.

## Funde und Darstellungen

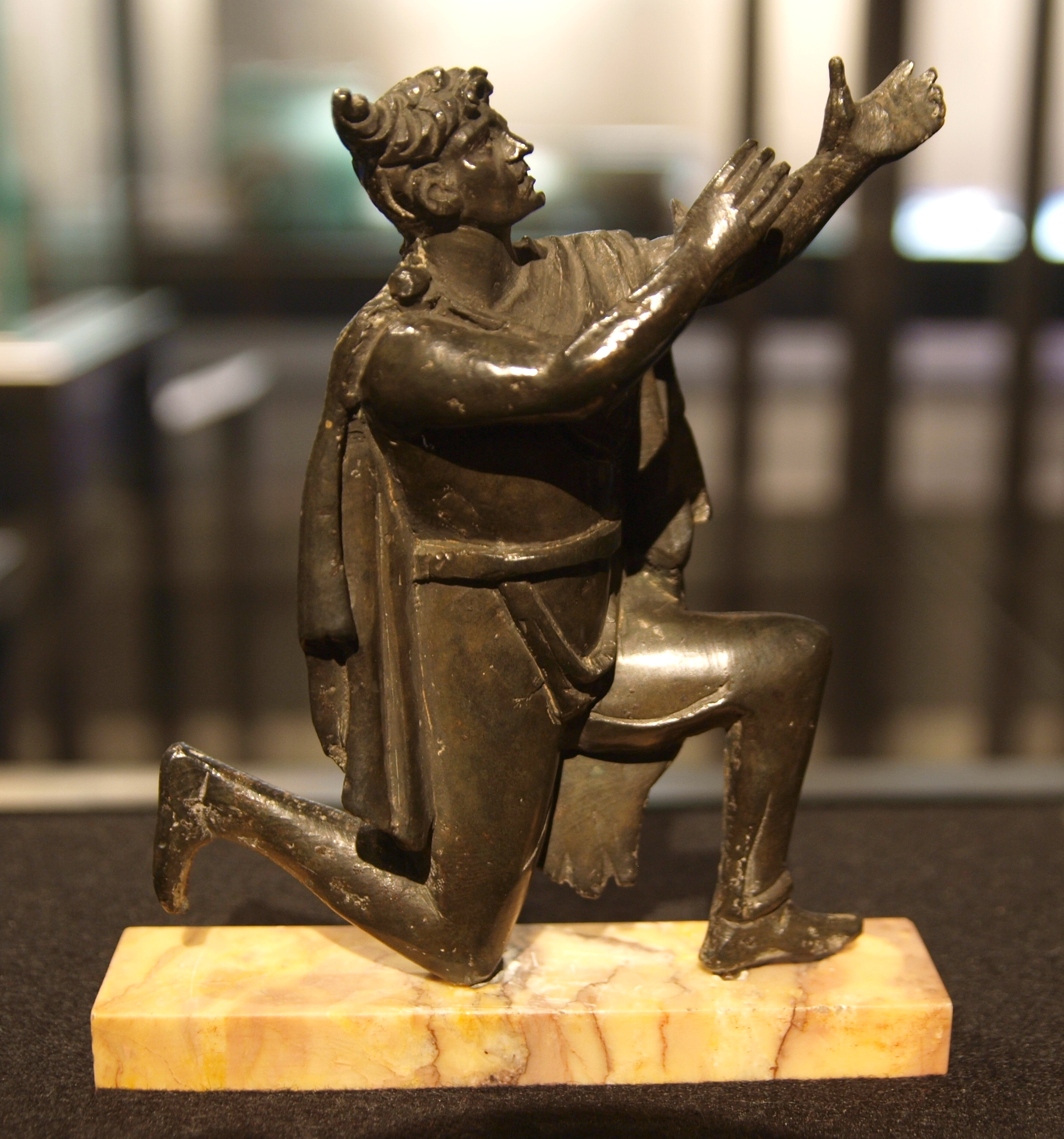
Römische Bronzefigur eines knienden Germanen mit Suebenknoten

Der Suebenknoten ist an zwei Moorleichen, den Männern von Osterby, mit den Knoten auf der rechten Schläfe, und Dätgen, am Hinterkopf, nachgewiesen. Die Gemeinde Osterby (Kreis Rendsburg-Eckernförde), der Fundort einer der Moorleichen, führt in ihrem Wappen einen Suebenknoten. Die männliche Moorleiche von Hooghalen, die 1866 in der Nähe der niederländischen Gemeinde Beilen in Drente gefunden wurde, hatte nach Aussage der Finder lange Haare wie eine Frau, die zu einem Knoten gebunden waren. Ob es sich bei diesem Haarknoten um einen Suebenknoten handelt, lässt sich jedoch nicht bestätigen, da der Leichnam kurz nach der Auffindung auf einem Friedhof begraben wurde und jetzt vergangen ist.
Historische bildliche Darstellungen von Germanen mit Suebenknoten oder ähnlichen Frisuren finden sich zum Beispiel auf:
- dem Relief mehrerer germanischer Fürsten als Verhandlungspartner vor dem Römischen Kaiser auf der Trajanssäule in Rom (etwa 120 n. Chr.)
- drei einander ähnlichen Bronzekesseln aus römischer Produktion, die alle außerhalb des Römischen Reiches gefunden wurden:
  - Bronzekessel, germanisches Königsgrab von Mušov (Muschau), Südmähren, Tschechische Republik (siehe Bild in der Galerie)
  - Bronzekessel, Grabfund im Jahr 2000 bei Czarnówko (bis 1945 Scharnhorst, Kreis Lauenburg, Pommern), Lębork, Polen[4]
  - Bronzekessel, Grabfund im Jahr 2017 bei Kariv, Rajon Scheptyzkyj, Ukraine[5]
- mehreren Reliefs auf dem Tropaeum Traiani in Adamclisi, Rumänien (108/109 n. Chr.) (siehe Bild in der Galerie)
- Relieffragment im Keltenmuseum Hochdorf an der Enz (allerdings undeutlich)
- Bronzefigur eines knienden Germanen in der Bibliothèque nationale de France in Paris (siehe Bild)
- Bronzefigur eines stehenden, gefesselten Germanen im Römermuseum des Wien Museums (siehe Bild in der Galerie)
- Kopf einer Germanenstatuette im Rheinischen Landesmuseum Trier mit einem Nackenknoten am Hinterkopf[6]
- einem bronzenen Möbelbeschlag aus Carnuntum, im Naturhistorischen Museum in Wien (1./2. Jh.)[7]
- Kopf einer Marmorstatue aus Somzée im Bestand der Königlichen Museen der Schönen Künste, Brüssel. (Über die Datierung herrscht Uneinigkeit: vorchristlich[8] oder 1.–2. Jahrhundert n. Chr.[9]) (siehe Bild in der Galerie)
- Relief mit einer Barbarendarstellung im Amphitheater von Pozzuoli (1. Jh.)[10]
- Barbarendarstellung auf dem Sarkophag von Portonaccio im Museo Nazionale Romano, Palazzo Massimo alle Terme, Rom. (4. Viertel 2. Jh.)[11] (siehe Bild in der Galerie)
- Terracottamaske eines Germanen im British Museum[12] (siehe Bild in der Galerie)
- Kopf eines Germanen auf dem Grabstein des Cantaber aus Mainz[6]
- Bronzebüste eines älteren Germanen aus dem Legionslager Brigetio bei Komárom, Ungarn[6]
- Bronzefigur eines gefesselten Germanen im Bestand des Britischen Museums London[13]

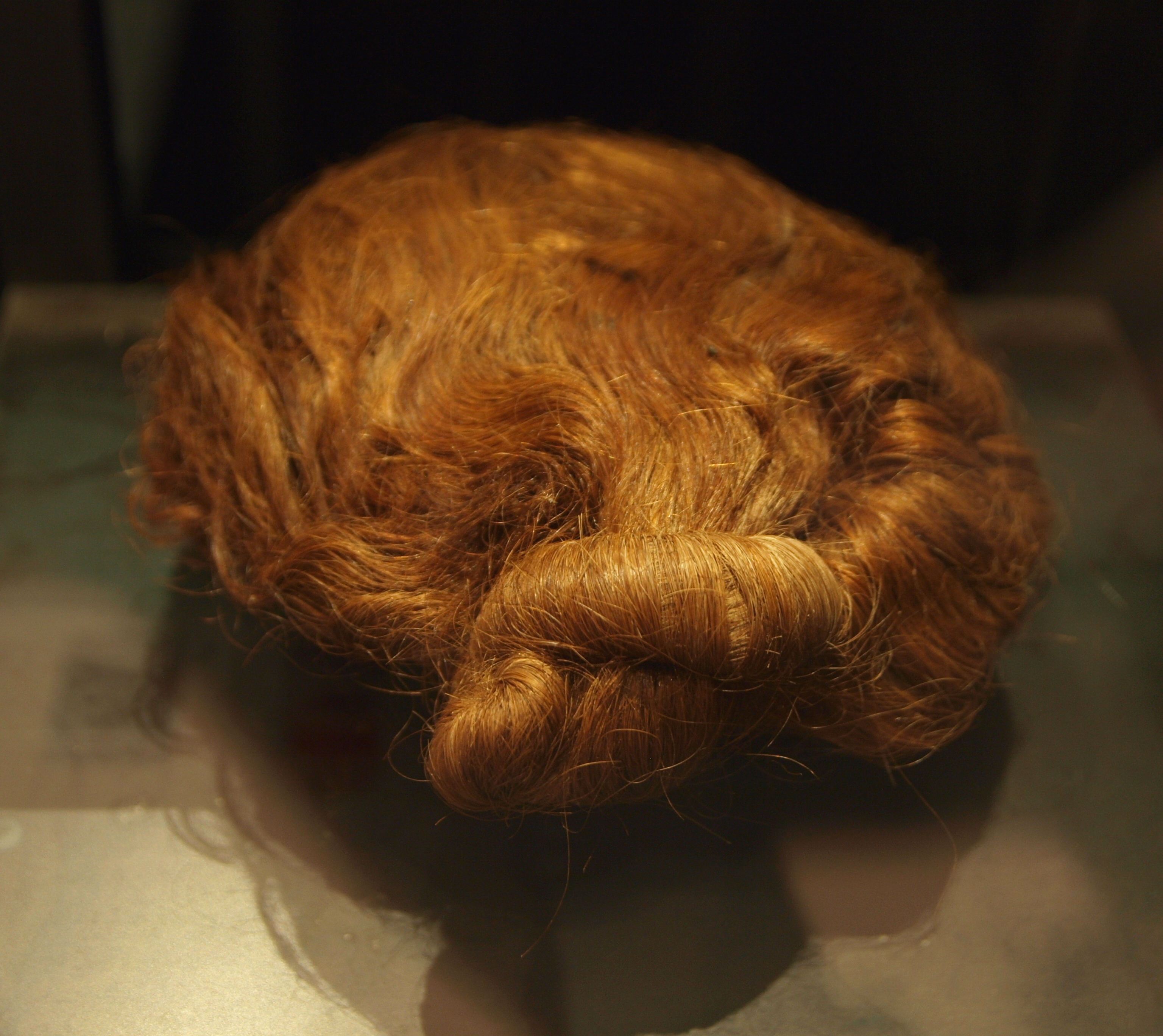
Haarschopf des Mannes von Dätgen
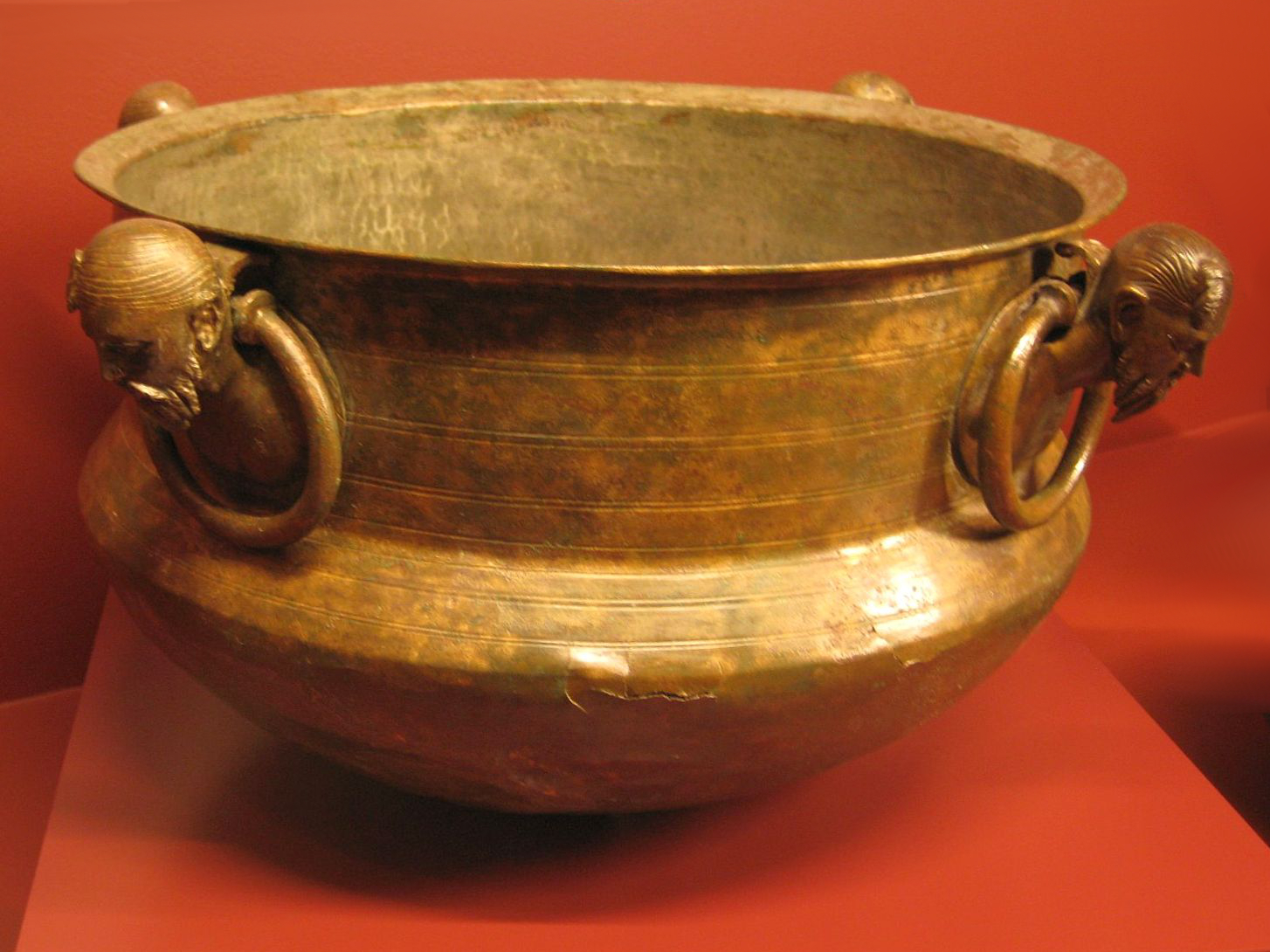
Kessel von Mušov
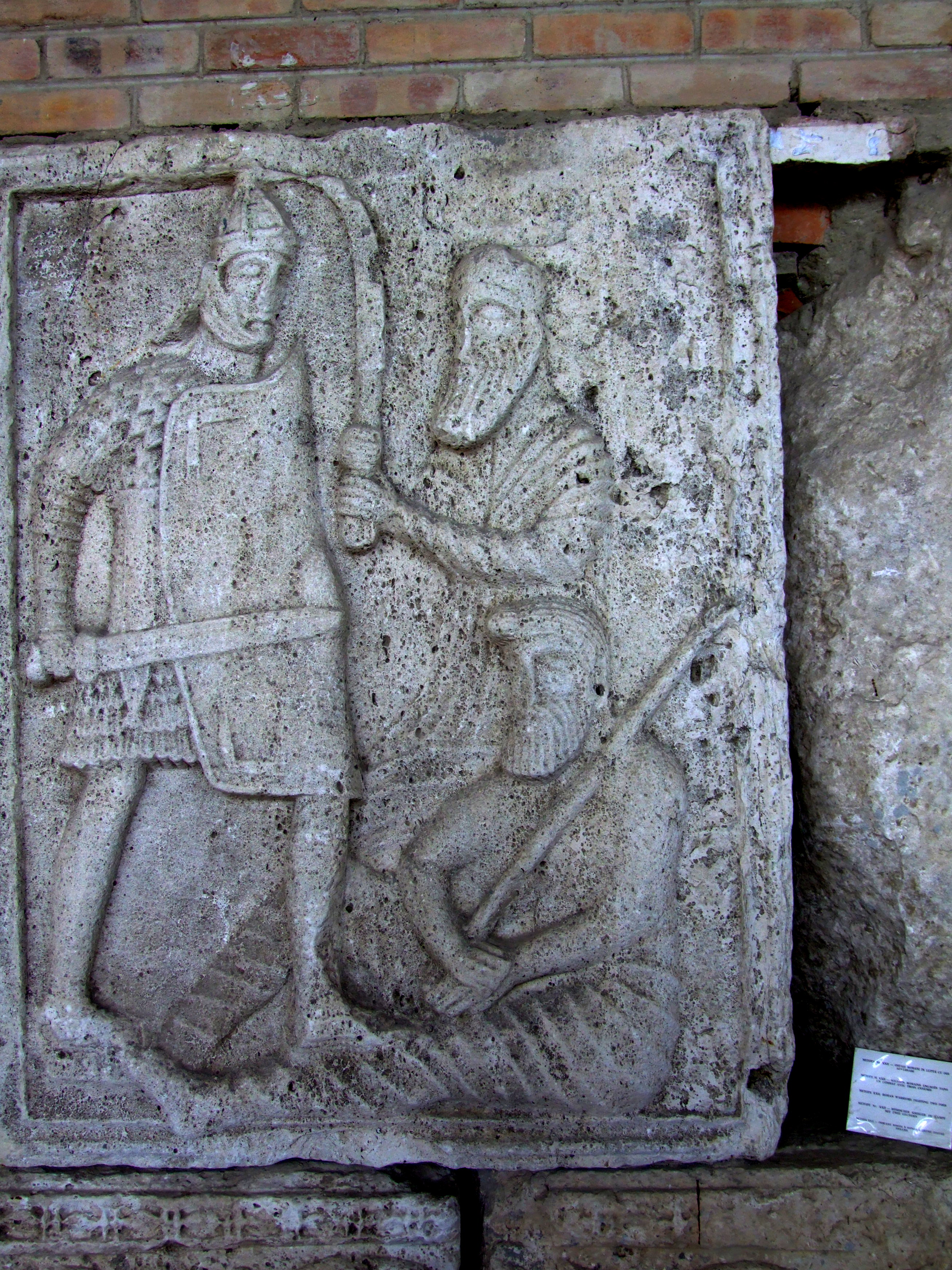
Detail des Tropaeum Traiani in Adamclisi
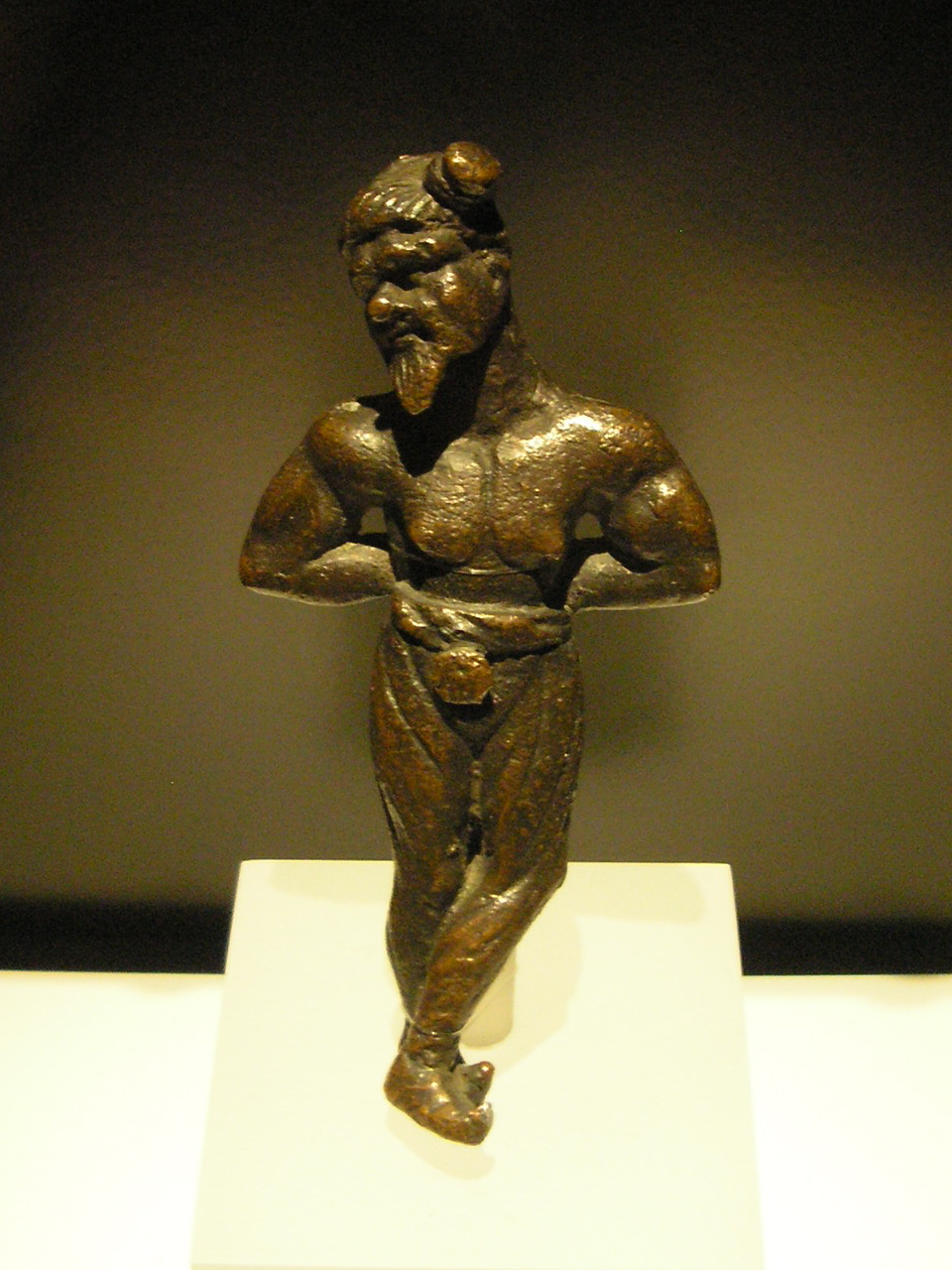
Gefesselter Germane im Römermuseum des Wien Museums
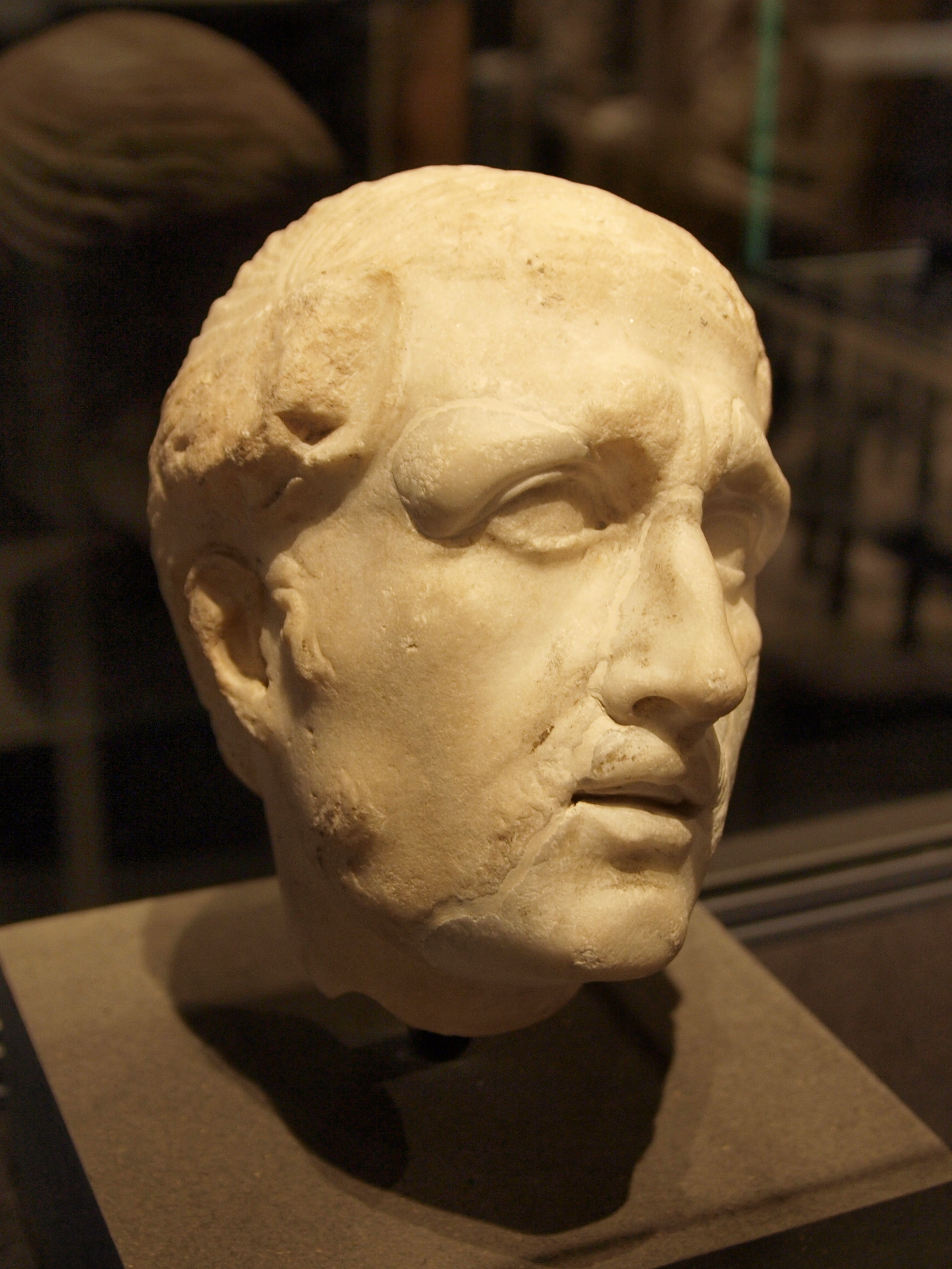
Marmorstatue aus Somzée der Königlichen Museen der Schönen Künste Brüssel
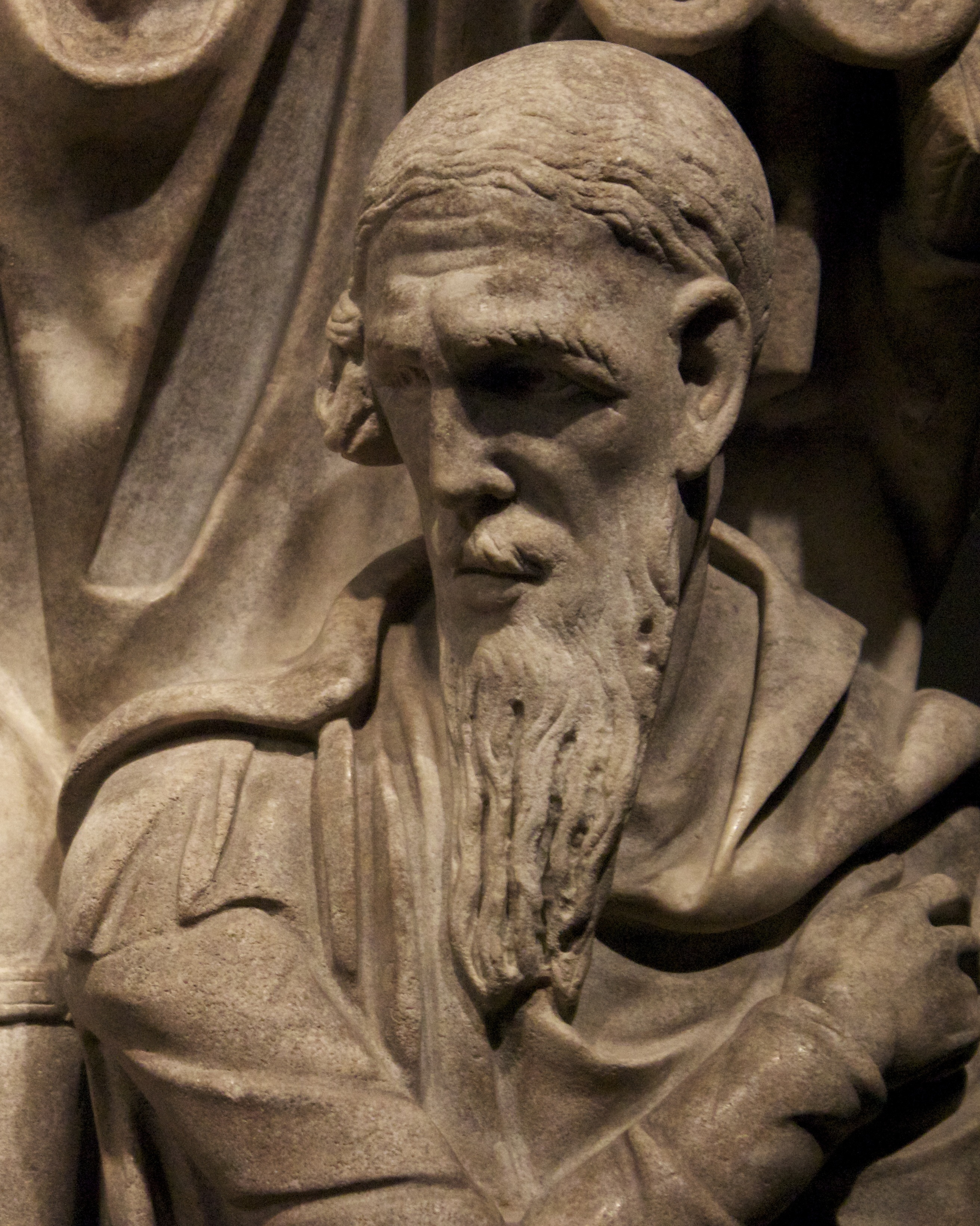
Sarkophag von Portonaccio
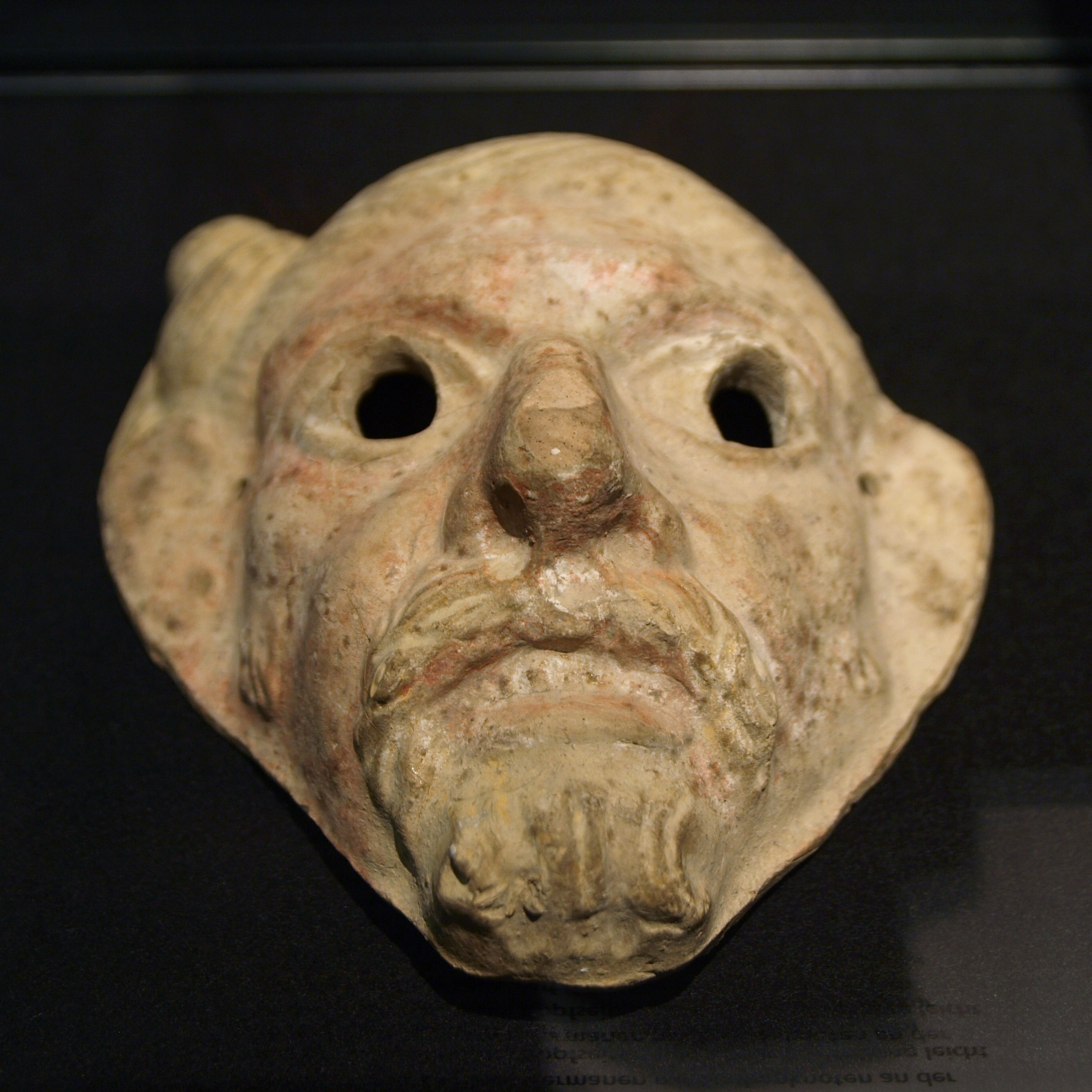
Terracottamaske im British Museum

## Trageweise
Das Binden eines Suebenknotens setzt lange Haupthaare voraus. Die Haare werden am Hinterkopf in zwei gleichmäßige Stränge aufgeteilt, glattgekämmt und gegenläufig um den Kopf gelegt. Auf einer Kopfseite, meist in der Schläfenregion, werden die beiden Stränge einzeln fest in gleicher Richtung gedreht. Die beiden Stränge werden dann gegeneinander verzwirnt, wobei sich die Drehung der beiden einzelnen Stränge wieder etwas auflockert. Zum Abschluss wird aus dem entstandenen Zopf eine Schlinge gebildet und das überstehende Zopfende in einer Schleife durch die Schlinge gelegt. Durch die Verzwirnung zieht sich der so entstandene Knoten fest und hält ohne weitere Hilfsmittel.
Der Mann von Osterby hatte eine beginnende Scheitelglatze sowie sehr lange und dünne Haare. Experimentalarchäologische Trageversuche mit dieser Frisur zeigten, dass der Knoten eben nur bei sehr langem und dünnem Haar so gut hält wie bei der Moorleiche. Eine gewisse Menge Haarfett verbessert zudem die Haltbarkeit der Frisur. Kräftiges und volles Haar eignet sich aufgrund der Fülle weniger für diese Frisur.

## Belege
1. ↑  Tacitus, Germania 38.
2. ↑  Walter Pohl: Telling the difference: Signs of ethnic identity. In: Thomas F. X. Noble (Hrsg.): From Roman provinces to Medieval kingdoms. Routledge, London 2006, ISBN 0-415-32741-5, S. 99–138, hier S. 117.
3. ↑  W. A. B. van der Sanden: Mens en moeras. Drents Museum, Assen 1990, ISBN 90-70884-31-3, S. 53–54.
4. ↑  Jan Schuster: Czarnówko, Fpl. 5. Acht Prunkgräber – Zeugnisse neuer Eliten im 2. Jh. n. Chr. im Ostseeraum (= Vor- und Frühgeschichtliche Gräberfelder in Pommern. Band 2; = Monumenta Archaeologica Barbarica. Band 19,2). Muzeum w Le̜borku u. a., Le̜bork-Warszawa 2018, ISBN 978-83-929977-9-5, S. 37–45 (online).
5. ↑  Germanische Grabfunde aus der Ukraine erstmals in Deutschland. Pressemitteilung des Landesamtes für Denkmalpflege Baden-Württemberg vom 22. August 2024, abgerufen am 6. März 2025.
6. 1 2 3  Georg Girke: Die Tracht der Germanen in vor- und frühgeschichtlicher Zeit. Band 2. Kabitzsch, Leipzig 1922, S. 1–5, Tafel 31–32 (Online [abgerufen am 6. April 2013]).
7. ↑  http://www.nhm-wien.ac.at/Content.Node/schausammlung/funde/a27.html Naturhistorisches Museum Wien
8. ↑  Michael Zelle: Kopf eines Germanen (Kopf Somzée). In: 2000 Jahre Varusschlacht – Mythos. Theiss, Stuttgart 2009, ISBN 978-3-9808505-8-2, S. 282.
9. ↑  Christian Heintz: Zum Germanenbild der Römer aus archäologischer Perspektive. In: 2000 Jahre Varusschlacht – Mythos. Theiss, Stuttgart 2009, ISBN 978-3-9808505-8-2, S. 22.
10. ↑  Jutta Frings (Hrsg.): Rom und die Barbaren. Europa zur Zeit der Völkerwanderung. Hirmer, München 2008, ISBN 978-3-7774-4585-4, S. 105.
11. ↑  Jutta Frings (Hrsg.): Rom und die Barbaren. Europa zur Zeit der Völkerwanderung. Hirmer, München 2008, ISBN 978-3-7774-4585-4, S. 29 (Stehender Barbar am rechten Rand der Seitenplatte)
12. ↑  Britisches Museum London, Blacas-Collection, Inventarnummer No. GR1867.5-8.644
13. ↑  Bronzefigur eines Germanen. In: heidICON – Heidelberger Objekt- und Multimediadatenbank. Abgerufen am 9. Dezember 2022.
14. ↑  osterby.de
15. ↑  Schlabow: Haartracht und Pelzschulterkragen der Moorleiche von Osterby.
16. ↑  Haak: Einige Bemerkungen zum so genannten „Suebenknoten“. S. 179.